# Muhammad Sakizli
Muhammad Sakizli, född 1892, död 14 januari 1976 i Benghazi, var Libyens premiärminister mellan februari och april 1954, Sakizli var även utrikesminister samma år. Han var således innehavare av dessa ämbeten då landet var en monarki. Sakizli var tidigare guvernör i provinsen Cyrenaica mellan åren 1951 - 1952, därefter utbildningsminister.